# Xã Dryden, Quận Sibley, Minnesota
Xã Dryden (tiếng Anh: Dryden Township) là một xã thuộc quận Sibley, tiểu bang Minnesota, Hoa Kỳ. Năm 2010, dân số của xã này là 287 người.